# Maghāzī
Le terme maghazi (arabe maghāzī, المغازي « campagnes militaires ») désigne un type de littérature islamique. Il s'agit de récits relatifs à l'histoire de l'islam qui couvrent la période de la vie du prophète Muhammad et de ses compagnons au VIIe siècle de l'ère chrétienne. Ces récits font partie de la tradition islamique et sont considérés comme fiables par les musulmans. Ils sont principalement basés sur des témoignages oraux transmis de génération en génération qui ont été consignés par des historiens musulmans au cours des siècles suivants.
Les maghazi couvrent de nombreux événements importants de la vie de Muhammad. Ils comprennent essentiellement des récits sur les guerres et batailles auxquelles Muhammad et ses compagnons ont participé, ainsi que sur les relations qu'il a entretenus avec les autres tribus et groupes de la péninsule Arabique.
Ce genre littéraire serait antérieur à celui de la Sīra, qui aborde lui la vie du prophète Muhammad dans sa globalité et non pas uniquement sous l'angle militaire. Un des premiers à rassembler des traditions orales concernant les maghazis fut al-Zuhri.
En outre, comme ils sont basés sur des témoignages oraux, il y a des débats parmi les historiens quant à leur exactitude et leur fiabilité. Les tenants de l’approche positiviste acceptent les maghazi comme une source fiable. Pour W. Montgomery Watt, « il n’y a guère de raisons de douter de la réalité des principaux évènements des maghazi ». Le courant critique considère en revanche que les informations historiques que contiennent les maghazi ont été mêlées au fil du temps à des éléments plus tardifs. Pour eux, l’enjeu est donc de réussir à identifier ces différentes « couches » (pour reprendre l’expression de R. Sellheim, Quellenschichtung). Enfin l’approche ultra-critique ou sceptique, avec des historiens comme John Wansbrough ou Patricia Crone, a émis l’hypothèse selon laquelle les maghazi mais aussi d’autres types de sources ne seraient que des reconstructions tardives et qu’ils ne permettraient donc pas d’obtenir des informations exactes sur les premiers temps de l’Islam.